# المجيء الثاني للمسيح
في المسيحية والإسلام، المجيء الثاني للمسيح أو الظهور الثاني يُعرف أحياناً بـ باروسيا، وهو العودة المتوقعة لـيسوع المسيح للأرض. ويستند اعتقاد المجيء الثاني على نبوءات موجودة في الإنجيل الكنسي (canonical gospels) وفي معظم علم الأخرويات الإسلامية والمسيحية. (وعلم الأخرويات هو الإيمان بالبعث والحساب) ويؤمن المسيحيون عمومًا بأن هذا الحدث المتوقع كان مُتنبئاً به في النبوءات المسيحية التوراتية. وجهات النظر حول طبيعة مجيء المسيح الثاني تختلف بين الطوائف المسيحية، وفي بعض الأوقات بين الأفراد المسيحيين داخل هذه الطوائف.

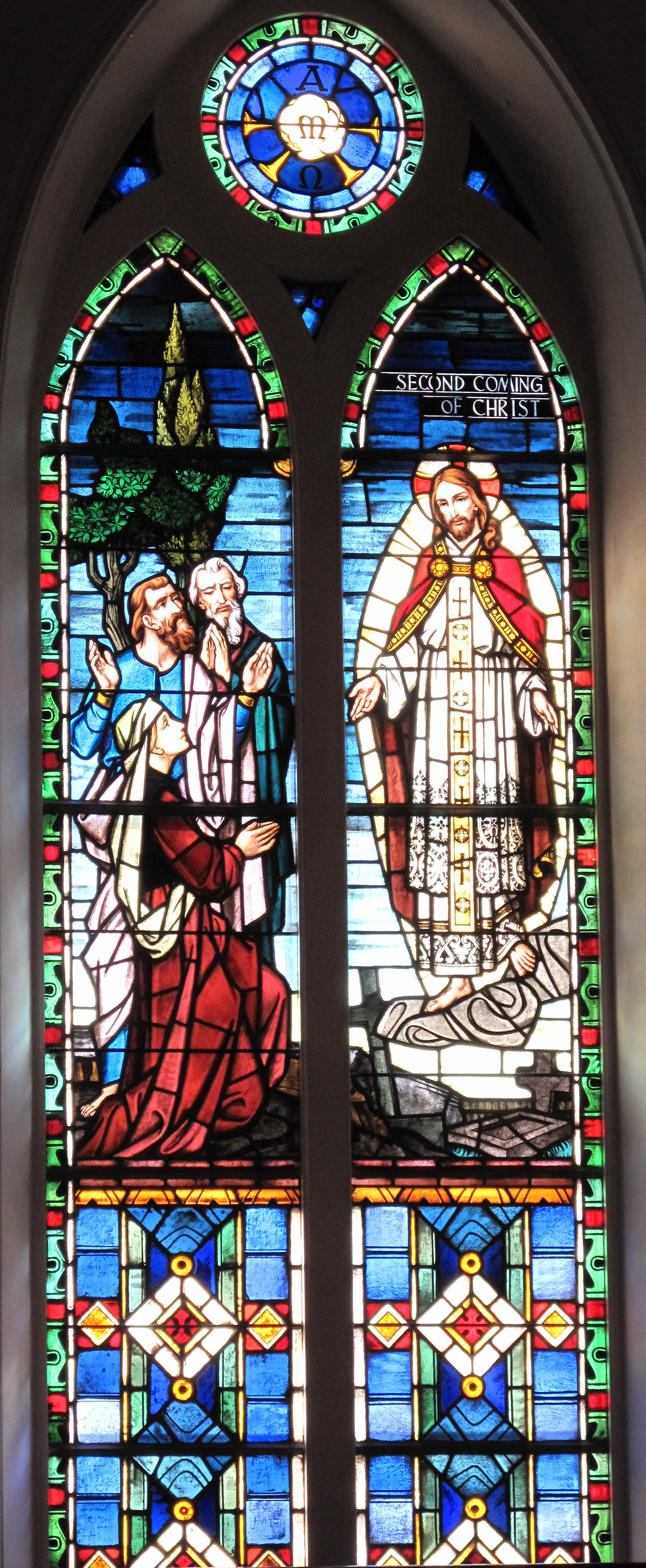
المجيء الثاني للمسيح زجاج النافذة الملون في كنيسة سانت ماثيو الإنجيلية اللوثرية الألمانية في تشارليستون، جنوب كارولينا.

في بدايات المسيحية ساد الاعتقاد بأن عودة المسيح للأرض وشيكة جداً، ومن الأدلة الكتابية التي تتكلم عن المجيء الثاني يشار عادة لإنجيل متى 24. 25 ومرقس 13 ولوقا 21: 5. 26 ويوحنا 14: 25. 29 بالإضافة لسفر الرؤيا ومصادر كتابية وتقليدية أخرى.
وتتضمن معظم الترجمات العربية المستخدمة حالياً للعقيدة النيّقية الاعتقادات التالية عن يسوع: «وصعد إلى السّماء، وجلس عن يمين الله الآب، وأيضاً يأتي بمجدٍ عظيم ليدين الأحياء والأموات، الّذي لا فناء لملكه... ونترجّى قيامة الموتى والحياة الجديدة في الدّهر الآتي. آمين.»

## في المسيحية

### مظاهر المجيء الثاني

#### علامات في السماء والأرض
تذكر الأناجيل علامات في السماء والأرض تدل علي عودة المسيح وهم انطفاء الشمس والقمر، تساقط النجوم، تزعزع قوات السماوات، وظهور "علامة ابن الإنسان" في السماء. اضطراب البحر والأمواج، خوف الأمم، ثم يظهر ابن الإنسان آتيًا في سحابة بقوة ومجد عظيم.
وحذر يسوع من المسحاء الكذبة الذين سيأتون قبل مجيئه الثاني مؤكدا أن مجيئه سيكون واضحًا لكل الناس فيقول: «حينئذ إن قال لكم أحد: هوذا المسيح هنا! أو: هناك! فلا تصدقوا. لأنه سيقوم مسحاء كذبة وأنبياء كذبة ويعطون آيات عظيمة وعجائب، حتى يضلوا لو أمكن المختارين أيضا. ها أنا قد سبقت وأخبرتكم. فإن قالوا لكم: ها هو في البرية! فلا تخرجوا. ها هو في المخادع! فلا تصدقوا. لأنه كما أن البرق يخرج من المشارق ويظهر إلى المغارب، هكذا يكون أيضا مجيء ابن الإنسان.».

#### ظهور المسيح علانية
سيظهر المسيح آتيا علي سحاب السماء، وستنظره كل عين. كما رأوه منطلقًا إلى السماء خلال المجئ الأول.

### قيامة الموتى
يرتبط المجئ الثاني المسيح بقيامة الأبرار والأشرار عند سماع صوت المسيح «الرب نفسه بهتاف، بصوت رئيس ملائكة، وبوق الله، سينزل من السماء، والأموات في المسيح سيقومون أولًا، ثم الأحياء الباقون يُختطفون معهم في السحب»،
```
وذهاب الصالحين للملكوت، والأشرار إلي الدينونة في الدينونة 
«
تأتي ساعة فيها يسمع جميع الذين في القبور صوته، فيخرج الذين فعلوا الصالحات إلى قيامة الحياة، والذين عملوا السيئات إلى قيامة الدينونة
»
.
[
9
]
```

#### الدينونة
المسيح سيجلس على عرش مجده وهو عرش أبيض عظيم، وتُجمع أمامه جميع الأمم. ونفتح كتب، وكتاب الحياة. والأموات سيدانون مما هو مكتوب حسب أعمالهم. فالأبرار يُدعون إلى الملكوت، والأشرار يُطرحون في النار، حيث يسقطون أو يتم أُلقائهم في الموت والهاوية في بحيرة النار والكبريت المتقدة حيث الدود الذي لا يموت والنار التي لا تنطفئ، وهذا هو الموت الثاني.

## فهرس
- Explanatory text in The New Jerusalem Bible (1990). Doubleday. ISBN 0-385-14264-1
- Lewis, C.S. (1960). The World's Last Night and Other Essays. Harcourt Brace Jovanovich. ISBN 0-15-698360-5
- Markus Mühling, Grundinformation Eschatologie. Systematische Theologie aus der Perspektive der Hoffnung, Vandenhoeck & Ruprecht, Göttingen 2007, ISBN 978-3-525-03619-8, 221–241
- Heindel, Max, How Shall We Know Christ at His Coming?, May 1913 (stenographic report of a lecture, لوس أنجلوس), ISBN 0-911274-64-2 www
- James Stuart Russell. The Parousia, A Careful Look at the New Testament Doctrine of the Lord's Second Coming
- The Ultimate Deliverance
- Swedenborg, E. The Consummation of the Age; the Coming of the Lord; and the New Heaven and New Church, Chapter 14 in The True Christian Religion Containing the Universal Theology of The New Church Foretold by the Lord in Daniel 7; 13, 14; and in Revelation 21; 1,2 (Swedenborg Foundation 1952)

## وصلات خارجية
- "Lecture XV: On the Clause, And Shall Come in Glory to Judge the Quick and the Dead; Of Whose Kingdom There Shall Be No End.", delivered by Cyril of Jerusalem in the mid-4th century.